# SN 2011kb
SN 2011kb – supernowa typu II P, odkryta 16 grudnia 2011 roku w galaktyce A072114-6205. W momencie odkrycia, miała maksymalną jasność 16,8m.